# Línia 8 (EMT València)

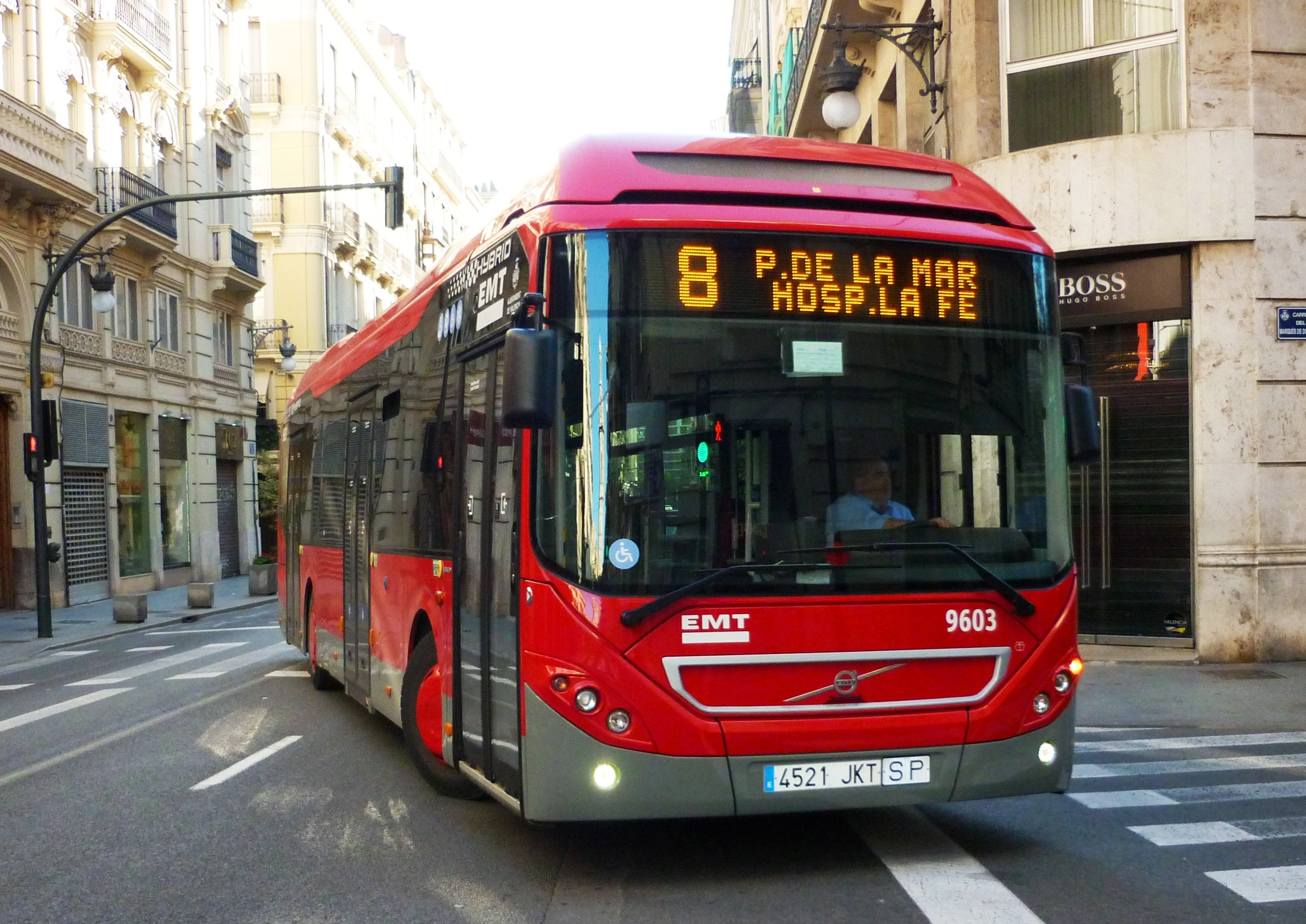
Volvo 7900 (9603) prestant servici a la L8 pel carrer de la Pau (2016)

La línia 8 de l'Empresa Municipal de Transports de València (EMT), també anomenada Porta de la Mar - Hospital la Fe, és una línia d'autobús urbà de València. La línia connecta el barri de la Xerea, a Ciutat Vella, amb Malilla, tot passant per Russafa.

## Recorregut

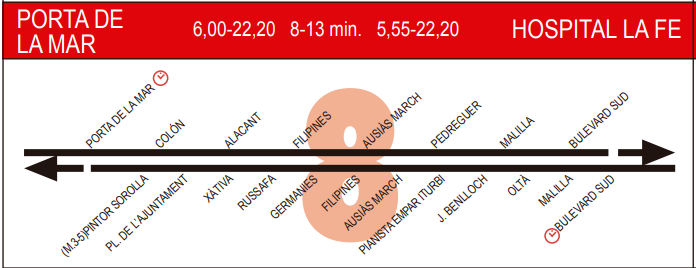
Esquema de ruta de la línia (2020)

L'any 2024, el recorregut de la línia en direcció a l'hospital la Fe comença a la Glorieta i la plaça de la Porta de la Mar, continuant pels carrers de Colón, Fèlix Pizcueta, la Gran Via de les Germanies, Filipines, Ausiàs March i Pedreguer per a arribar a la carrera de Malilla i el Bulevard Sud, al costat de l'hospital. En direcció a Porta de la Mar, el recorregut de la línia comença al Bulevard Sud per a seguir per la carrera de Malilla i els carrers d'Oltà, Joaquín Benlloch, Pianista Amparo Iturbi, Ausiàs March, Filipines, Gran Via de les Germanies, Russafa, Xàtiva, la plaça de l'Ajuntament, Pintor Sorolla i acaba arribant a la Glorieta i la plaça de la Porta de la Mar.

## Història

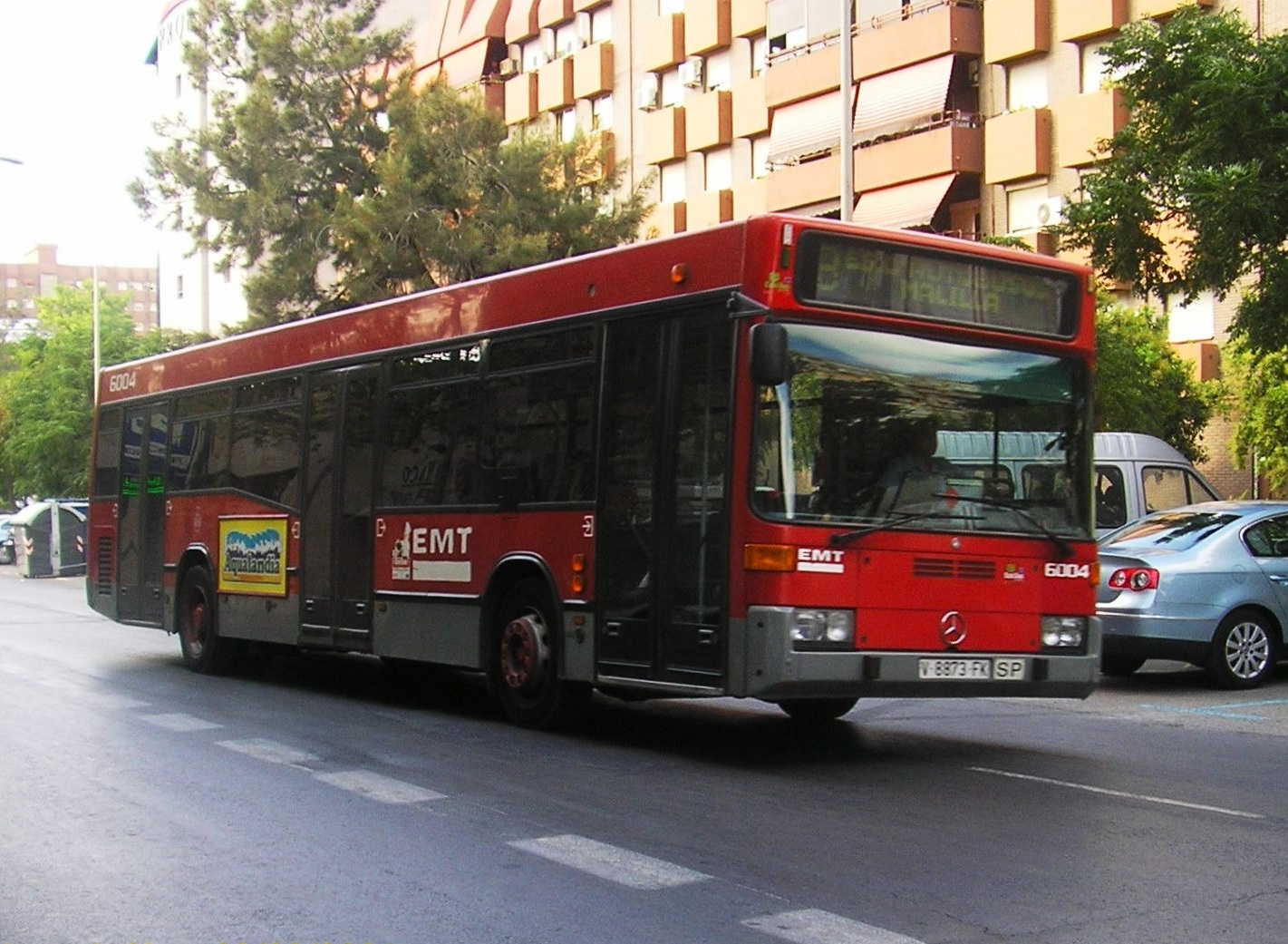
Mercedes-Benz O405 amb l'antiga denominació de la línia (2006)

La línia 8 té l'origen en la línia 8 "Plaça del Caudillo-Gran Via-Alameda" de tramvia de la Companyia de Tramvies i Ferrocarrils de València (CTFV). Com a tramvia, circul·lava fins l'Albereda; el 8 d'octubre de 1965, ja propietat de la Societat Anònima Laboral de Transports Urbans de València (SALTUV), canvià els tramvies per autobusos, funcionant aquests com a les línies 8A i 8B "Alameda - Pérez Galdós". L'abril de 1971 la línia passà a ser d'agent únic (sense cobrador, només conductor), sent-ne la tercera en patir aquest canvi. El 12 de gener de 1976 la línia fou redissenyada, canviant el seu recorregut i denominació a "Malilla - San Pablo" i afegint al parc mòbil 3 nous Pegaso 6025, que es reduïen a dos en diumenges i festius.
A partir dels anys 80, sent part ja de l'Empresa Municipal de Transports de València (EMT), la flota de la línia inclou unitats del Pegaso 6038. L'any 1985 fussionà el seu recorregut amb el de la línia 28, adoptant l'actual itinerari. Durant els anys 90 el Pegaso 6038 continuaria sent el model assignat a la línia, introduïnt però, el Pegaso 6420 el 1997. Ja a la primera dècada del segle XXI la línia comença a emprar els Mercedes-Benz O405 i Mercedes-Benz O530 o Citaro. El 15 de setembre de 2000 l'itinerari de la línia fou modificat per a que, en direcció a Ciutat Vella, passara pel carrer de Filipines i abandonara l'estreta ruta pel carrer de Vicent Lleó; a més, algunes expedicions amplien el recorregut fins a la carrera de Colau, a l'horta de Malilla. Des del 4 de juliol de 2005, la línia modifica per obres el seu trajecte per Russafa, passant pel carrer de Sueca primer de manera provisional i, finalment, definitiva. El 5 de juliol de 2008 la línia modificà el seu itinerari per Malilla i, a més, abandona la circul·lació per la vora nord del riu en benefici d'una nova ruta pels carrers de Reus i Ruaya. El 25 de novembre de 2010, la línia amplià el recorregut, cambiant així la denominació de la línia de "Malilla - Estació d'Autobusos" a "Nou Hospital la Fe - Estació d'Autobusos". El març de 2014 modificà el seu trajecte en direcció a Ciutat Vella, tornant ara pels carrers de Filipines i Gibraltar a Russafa en lloc de pels carrers del Doctor Waksman, la Font de la Figuera i Sueca. El 26 de juliol de 2016, seguint el pla de reordenació de línies, se n'acurta el recorregut fins al carrer de Cerdà de Tallada, al costat del de Colón.